# Skanstulls gymnasium
Skanstulls gymnasium (mellan 1986 och 2013 Frans Schartaus gymnasium) i Stockholm var en gymnasieskola i Stockholm
Skolan var främst en samhällsinriktad skola som profilerade sig inom ekonomi, handel och språk och hade omkring 900 elever.
2011 inrättades i skolbyggnaden International School of the Stockholm Region (ISSR), en kommunal gymnasieskola och den tidigare skolverksamheten flyttade till Brännkyrka gymnasium.

## Skolans historia
År 1939 grundades Högre allmänna läroverket för flickor på Södermalm. Skolan inrymdes först i Eriksdalsskolan och 1945 flyttade skolan in i lokalerna på Bohusgatan 24-26, i en byggnad ritad av arkitekterna Nils Ahrbom och Helge Zimdahl. Byggmästare var Nils Nessen. Byggnaden är särskilt känd för sin ovanliga utformning och fina akustik i aulan. Utanför aulan finns en stor relief av konstnären Tyra Lundgren. Från 1960 togs även pojkar in i skolan. 1966 kommunaliserades gymnasiet och 1967 fick skolan namnet Skanstulls gymnasium. 
Studentexamen gavs från 1943 till 1968 och realexamen från 1944 till 1964.
En av skolans tidigare lärare var Aina Erlander. 

### Från 1986
1986 slog man ihop Skanstulls gymnasium med Frans Schartaus gymnasium och bedrev verksamheten vidare under namnet Frans Schartaus gymnasium.
Från årsskiftet 2000 blev Frans Schartaus gymnasium på Bohusgatan och Frans Schartaus Handelsinstitut på Stigbergsgatan åter egna enheter med helt skilda verksamheter.

## Samarbeten
Frans Schartaus gymnasium hade externa samarbeten och elev- och lärarutbyten med gymnasieskolor i Rennes, Trieste, Valencia, Berlin samt Baoding i Kina.
Avkastningen från skolans fonder möjliggör studie- och utbytesresor för skolans elever.